# 小行星9963
小行星9963（英語：9963 Sandage）是一颗围绕太阳公转的小行星。1992年1月9日，埃莉諾·赫琳在帕洛马山发现了此天体。
这颗小行星的绝对星等为241.35187等。